# Ясеницкая-Волошин, Олена
Олена Ясеницкая-Волошин (в девичестве Ясеницкая; укр. Олена Ясеницька-Волошин или Ясеницька-Волошинова; 18 декабря 1882, Тырава-Сольна, ныне гмина Санок, Польша — 26 января 1980, США) — украинский музыкальный педагог. Жена Михаила Волошина.

## Биография
Окончила Венскую консерваторию, ученица Вильгельма Шеннера. Преподавала фортепиано в Высшем музыкальном институте во Львове (предшественнике Львовской национальной музыкальной академии) со дня его основания в 1903 году и до 1935 года, эпизодически также преподавала вокал, руководила хором и оперным кружком института. В 1908—1910 гг. исполняла обязанности директора. Среди её учеников Ирина Любчак-Крых, у Ясеницкой также занимался Николай Колесса.
Одновременно выступала как аккомпаниатор концертных программ львовского музыкально-хорового общества «Боян», которым руководил её муж, адвокат, военный и общественный деятель Михаил Волошин; как аккомпаниатор работала также с певцом Модестом Менцинским, скрипачом Евгеном Перфецким.
В годы Второй мировой войны недолгое время преподавала в Кракове, в послевоенные годы учила музыке в лагерях для перемещённых лиц в Германии, в конце концов оказалась в США, где продолжала давать уроки до 1966 года, хотя временами ей приходилось подрабатывать уборщицей.